# 디지몬 에피소드 목록
이 목록은 애니메이션 《디지몬 어드벤처》, 《파워 디지몬》, 《디지몬 테이머즈》, 《디지몬 프론티어》, 《디지몬 세이버즈》, 《디지몬 크로스워즈》, 《디지몬 유니버스 어플리 몬스터즈》, 《디지몬 어드벤처:》, 《디지몬 고스트 게임》의 방영 목록이다.

## 디지몬 어드벤처
| 화수 | 한국 방영제목                   | 일본 방영제목                          |
| 1    | 표류! 모험의 섬                 | 표류! 모험의 섬                        |
| 2    | 폭렬진화! 그레이몬!             | 폭렬진화! 그레이몬!                    |
| 3    | 푸른 늑대 가루몬!               | 푸른 늑대! 가루루몬                    |
| 4    | 작렬! 버드라몬!                 | 작렬! 버드라몬!                        |
| 5    | 전광! 캅테리몬!                 | 전광! 카부테리몬                       |
| 6    | 팔몬! 분노의 진화               | 팔몬! 분노의 진화                      |
| 7    | 포효! 원뿔몬                    | 포효! 잇카쿠몬                         |
| 8    | 어둠의 사자 데블몬              | 어둠의 사자 데비몬                     |
| 9    | 격돌! 랭동 디지몬               | 격돌! 랭동 디지몬                      |
| 10   | 수호자 켄터스몬                 | 수호자 켄탈몬                          |
| 11   | 춤추는 망령! 고스몬             | 춤추는 망령! 바케몬                    |
| 12   | 모험! 파닥몬과 나               | 모험! 파타몬과 나                      |
| 13   | 엔젤몬 각성!                    | 엔제몬 각성!                           |
| 14   | 출항! 신대륙을 향해             | 출항! 신대륙을 향해                    |
| 15   | 에테몬! 악의 화도               | 에테몬! 악의 화도                      |
| 16   | 암흑진화! 스컬그레이몬          | 암흑진화! 스컬그레이몬                 |
| 17   | 환상의 선장! 꼬끼몬             | 환상의 선장! 코카토리몬                |
| 18   | 요정! 피콜몬                    | 요정! 피콜로몬                         |
| 19   | 미궁의 데이터몬                 | 미궁의 나노몬                          |
| 20   | 완전체 진화! 메탈그레이몬       | 완전체 진화! 메탈그레이몬              |
| 21   | 코로몬! 서울대격돌              | 코로몬! 도쿄대격돌                     |
| 22   | 속삭이는 소악마 피코데블몬      | 속삭이는 소악마 피코데비몬             |
| 23   | 친구여! 워가루몬                | 친구여! 워가루루몬                     |
| 24   | 격파! 아트라캅테리몬!           | 격파! 아틀라카부테리몬                 |
| 25   | 잠자는 폭군! 왕개굴몬           | 잠자는 폭군! 토노사마게코몬            |
| 26   | 찬란한 날개! 가루다몬           | 찬란한 날개! 가루다몬                  |
| 27   | 어둠의 성! 묘티스몬             | 어둠의 성! 반데몬                      |
| 28   | 추격! 대한민국으로 서둘러라     | 추격! 일본으로 서둘러라                |
| 29   | 맘몬! 빛의 언덕 대격돌          | 맘몬! 히카리가오카 대격돌              |
| 30   | 디지몬 서울대횡단               | 디지몬 도쿄대횡단                      |
| 31   | 레어몬! 인천항 습격             | 레어몬! 도쿄만 습격                    |
| 32   | 뜨거운 남산타워! 데스메라몬     | 뜨거운 도쿄타워! 데스메라몬            |
| 33   | 펌프몬과 울퉁몬은 명동계 디지몬 | 펌프몬과 고츠몬은 시부야계 디지몬      |
| 34   | 운명의 인연! 가트몬             | 운명의 인연! 테일몬                    |
| 35   | 여의도의 요정 릴리몬 개화       | 오다이바의 요정! 릴리몬 개화           |
| 36   | 결계돌파! 쥬드몬 스파크         | 결계돌파! 즈도몬 스파크                |
| 37   | 완전체 총진격! 찬란한 엔젤우몬  | 완전체 총진격! 찬란한 엔제우몬         |
| 38   | 부활! 마수 베놈묘티스몬!        | 부활! 마수 베놈반데몬!                 |
| 39   | 최강진화! 어둠을 날려버려라     | 2대궁극진화! 어둠을 날려버려라         |
| 40   | 마의 산의 사천왕! 다크마스터즈  | 마의 산의 사천왕! 다크마스터즈         |
| 41   | 거친 바다의 왕! 메탈시드라몬    | 거친 바다의 왕! 메탈시드라몬           |
| 42   | 침묵의 추적 고래몬!             | 침묵의 해저 웨몬!                      |
| 43   | 위험한 유희! 피노키몬           | 위험한 유희! 피노키몬                  |
| 44   | 미궁숲의 쥬레이몬               | 미궁숲의 쥬레이몬                      |
| 45   | 밝혀진 진실!                    | 궁극체격돌! 워그레이몬 VS 메탈가루루몬 |
| 46   | 메탈에테몬의 역습!              | 메탈에테몬의 역습!                     |
| 47   | 바람이여! 빛이여! 사벨레오몬!   | 바람이여! 빛이여! 사벨레오몬!          |
| 48   | 폭격지령! 파워드라몬            | 폭격지령! 무겐드라몬                   |
| 49   | 안녕, 워매몬                    | 안녕, 누메몬                           |
| 50   | 녀자의 싸움! 레이디데블몬       | 녀자의 싸움! 레이디데비몬              |
| 51   | 지옥의 광대 피에몬              | 지옥의 광대 피에몬                     |
| 52   | 성검사! 홀리엔젤몬!             | 성검사! 홀리엔제몬                     |
| 53   | 최후의 암흑 디지몬              | 최후의 암흑 디지몬                     |
| 54   | 새로운 세계!                    | 새로운 세계!                           |

## 디지몬 어드벤처 02
| 화수 | 한국 방영제목                         | 일본 방영제목                         |
| ---- | ------------------------------------- | ------------------------------------- |
| 1    | 용기를 이어받은 자                    | 용기를 이어받은 자                    |
| 2    | 디지털 게이트 오픈                    | 디지털 게이트 오픈                    |
| 3    | 디지멘탈 업                           | 디지멘탈 업                           |
| 4    | 어둠의 제왕 디지몬 카이저             | 어둠의 제왕 디지몬 카이저             |
| 5    | 다크타워를 무너뜨려라                 | 다크타워를 무너뜨려라                 |
| 6    | 위험한 소풍                           | 위험한 소풍                           |
| 7    | 나리의 기억                           | 히카리의 기억                         |
| 8    | 디지몬 카이저의 고독                  | 디지몬 카이저의 고독                  |
| 9    | 이블링 마력의 폭주                    | 이블링 마력의 폭주                    |
| 10   | 적은 메탈그레이몬                     | 적은 메탈그레이몬                     |
| 11   | 푸른 섬광! 라이드라몬                 | 푸른 섬광! 라이드라몬                 |
| 12   | 디지몬 목장에서의 결투                | 디지몬 목장에서의 결투                |
| 13   | 드라고몬이 울부짖는 소리              | 다고몬이 울부짖는 소리                |
| 14   | 질풍의 수리몬                         | 질풍의 슈리몬                         |
| 15   | 수리몬 무예장                         | 슈리몬 무예장                         |
| 16   | 서브마리몬 해저로서의 대탈출          | 서브마리몬 해저로서의 대탈출          |
| 17   | 여의도에서의 메모리얼                 | 오다이바 메모리얼                     |
| 18   | 카이저의 기지를 추격하라              | 카이저의 기지를 추격하라              |
| 19   | 합성마수! 키메라몬                    | 합성마수! 키메라몬                    |
| 20   | 기적의 초절진화! 황금의 기사 매그너몬 | 기적의 초절진화! 황금의 기사 매그너몬 |
| 21   | 잘 있어, 정우야...                    | 잘 있어, 켄짱...                      |
| 22   | 호용진화! 엑스브이몬                  | 호용진화! 엑스브이몬                  |
| 23   | 디지바이스가 어둠으로 물들일 때       | 디지바이스가 어둠으로 물들일 때       |
| 24   | 대지의 장갑! 안킬로몬                 | 대지의 장갑! 안킬로몬                 |
| 25   | 대공의 기사! 아퀼라몬                 | 대공의 기사! 아퀼라몬                 |
| 26   | 조그레스 진화! 둘의 마음을 하나로     | 조그레스 진화! 둘의 마음을 하나로     |
| 27   | 무적의 룡전사! 파일드라몬             | 무적의 룡전사! 파일드라몬             |
| 28   | 곤충술사의 함정                       | 곤충술사의 함정                       |
| 29   | 아라크네몬 거미녀왕으로서의 역습      | 아르케니몬 거미녀왕으로서의 역습      |
| 30   | 공포의 블랙워그레이몬                 | 암흑 궁극체 블랙워그레이몬            |
| 31   | 사랑의 질풍! 실피드몬                 | 사랑의 질풍! 실피몬                   |
| 32   | 수수께끼의 유적! 홀리스톤             | 수수께끼의 유적! 홀리스톤             |
| 33   | 오늘의 예지는 수도의 날               | 오늘의 미야코는 수도의 날             |
| 34   | 홀리 포인트를 지켜라                  | 홀리 포인트를 지켜라                  |
| 35   | 폭진! 블랙워그레이몬                  | 폭진! 블랙워그레이몬                  |
| 36   | 강철의 천사 토우몬                    | 강철의 천사 샤코우몬                  |
| 37   | 절대완전체 청룡몬                     | 거대궁극체 칭롱몬                     |
| 38   | 홀리나이트 디지몬 대집합              | 홀리나이트 디지몬 대집합              |
| 39   | 고대룡 임페리얼드라몬                 | 고대룡 임페리얼드라몬                 |
| 40   | 뉴욕과 홍콩 대혼전                    | 뉴욕과 홍콩 대혼전                    |
| 41   | 산호와 베르사유 대란전                | 산호와 베르사유 대란전                |
| 42   | 사랑과 보르시치 대작전                | 사랑과 보르시치 대작전                |
| 43   | 데몬 군단의 습격                      |                                       |
| 44   | 암흑 디지몬들과의 사투                | 암흑 디지몬들과의 사투                |
| 45   | 어둠의 게이트                         | 어둠의 게이트                         |
| 46   | 블랙워그레이몬 VS 워그레이몬          | 블랙워그레이몬 VS 워그레이몬          |
| 47   | 블랙워그레이몬의 봉인                 | 블랙워그레이몬의 봉인                 |
| 48   | 공포! 베리얼묘티스몬                  | 공포! 베리얼뱀데몬                    |
| 49   | 최후의 아머진화                       | 최후의 아머진화                       |
| 50   | 우리들의 디지털 월드                  | 우리들의 디지털 월드                  |

## 디지몬 테이머즈
| 화수 | 한국 방영제목                                  | 일본 방영제목                                    |
| ---- | ---------------------------------------------- | ------------------------------------------------ |
| 1    | 길몬 탄생! 내가 만들어낸 디지몬                | 길몬 탄생! 내가 만들어낸 디지몬                  |
| 2    | 넌 내 친구! 테리어몬 등장                      | 넌 내 친구! 테리어몬 등장                        |
| 3    | 레나몬 VS 길몬! 싸움은 디지몬의 숙명           | 레나몬 VS 길몬! 싸움은 디지몬의 숙명             |
| 4    | 테이머의 시련! 고릴라몬을 쓰러뜨려라           | 테이머의 시련! 고리몬을 쓰러뜨려라               |
| 5    | 동글동글~! 동글몬이랑 놀자                     | 쿠루쿠루~! 쿠루몬이랑 놀자                       |
| 6    | 파트너의 의미! 레나몬의 진화                   | 파트너의 의미! 레나몬의 진화                     |
| 7    | 길몬이 위험해! 우리마을에서의 대모험           | 길몬이 위험해! 우리마을에서의 대모험             |
| 8    | 길몬 진화! 서종로에서의 대결전                 | 길몬 진화! 니시신주쿠에서의 대결전               |
| 9    | 길몬으로 돌아와줘! 그라우몬 대소동             | 길몬으로 돌아와줘! 그라우몬 대소동               |
| 10   | 레나몬은 내 친구! 세나의 망설임                | 레나몬은 내 친구! 루키의 망설임                  |
| 11   | 서대문구에서의 1분 30초 대결                   | 신주쿠오오가도에서의 1분 30초 대결               |
| 12   | 세나와 레나몬! 우정의 위기                     | 루키와 레나몬! 우정의 위기                       |
| 13   | 디지몬 포획지령! 재앙의 예감                   | 디지몬 포획지령! 재앙의 예감                     |
| 14   | 테이머여 일어서거라! 메갈로그라우몬 초진화     | 테이머여 일어서거라! 메갈로그라우몬 초진화       |
| 15   | 거대 뱀 출현! 1호선 대공황                     | 거대 뱀 출현! 오오에도선 대공황                  |
| 16   | 거리의 불빛을 지켜라! 디지몬들의 위험한 캠프   | 거리의 불빛을 지켜라! 디지몬들의 위험한 캠프     |
| 17   | 블루 카드를 쫓아라! 래피드몬 전광석화          | 블루 카드를 쫓아라! 래피드몬 전광석화            |
| 18   | 아름다운 초진화! 달빛에 춤추는 도사몬          | 아름다운 초진화! 달빛에 춤추는 타오몬            |
| 19   | 강해지고 싶어! 다시 일어서거라 임프몬          | 강해지고 싶어! 다시 일어서거라 임프몬            |
| 20   | 비장의 카드는 바로 이거다! 우정의 블루카드     | 비장의 카드는 바로 이거다! 우정의 블루카드       |
| 21   | 주연의 파트너? 나의 레오몬님                   | 쥬리의 파트너? 나의 레오몬님                     |
| 22   | 비카라라몬 등장! 우리들의 마을을 지켜라        | 비카라라몬 등장! 우리들의 마을을 지켜라          |
| 23   | 디지몬 총출격! 바람을 향해 전진하라            | 디지몬 총출격! 바람을 향해 전진하라              |
| 24   | 디지털 월드를 향해! 여정의 날                  | 디지털 월드를 향해! 여정의 날                    |
| 25   | 디지털 월드 돌입! 안녕, 우리들의 마을          | 디지털 월드 돌입! 안녕, 우리들의 마을            |
| 26   | 소세계! 바람계곡의 할배몬과 할매몬             | 소세계! 바람계곡의 지지몬과 바바몬               |
| 27   | 임프몬 최강진화! 마왕 베르제브몬의 전율        | 임프몬 궁극진화! 마왕 베르제브몬의 전율          |
| 28   | 적인가 아군인가!? 전설의 테이머 리재익         | 적인가 아군인가!? 전설의 테이머 아키야마 료      |
| 29   | 여기는 유령의 성! 방황하는 동글몬 대탈출       | 여기는 유령의 성! 방황하는 쿠루몬 대탈출         |
| 30   | 디지털 월드로부터의 긴급연락! 동글몬이...      | 디지털 월드로부터의 긴급연락! 쿠루몬이...        |
| 31   | 가드로몬과의 우정! 나도 싸우겠어 테이머 강재호 | 가드로몬과의 우정! 나도 싸우겠어 테이머 히로카즈 |
| 32   | 길몬 탄생의 수수께끼! 신비한 물속의 우주       | 길몬 탄생의 수수께끼! 신비한 물속의 우주         |
| 33   | 테리어몬은 어디에? 소희 디지털 월드를 향해     | 테리어몬은 어디에? 슈촌 디지털 월드를 향해       |
| 34   | 마음이 상냥한 전사! 레오몬의 최후              | 마음이 상냥한 전사! 레오몬의 최후                |
| 35   | 그 이름은 듀크몬! 진정한 최강진화              | 그 이름은 듀크몬! 진정한 궁극진화                |
| 36   | 결전! 듀크몬 VS 베르제브몬                     | 결전! 듀크몬 VS 베르제브몬                       |
| 37   | 대결 주작몬! 세인트가르고몬 최강진화           | 대결! 주치아오몬! 세인트가르고몬 궁극진화        |
| 38   | 움직이기 시작한 진정한 적! 사성수의 싸움       | 움직이기 시작한 진정한 적! 사성수의 싸움         |
| 39   | 흩날리는 황금의 꽃! 샤크라몬                   | 흩날리는 궁극의 꽃! 사쿠야몬                     |
| 40   | 진화의 찬란함! 샤이닝 에볼루션                 | 진화의 찬란함! 샤이닝 에볼루션                   |
| 41   | 귀환! 리얼 월드를 향해                         | 귀환! 리얼 월드를 향해                           |
| 42   | 디 리퍼에게 습격당한 마을! 테이머들의 결의     | 디 리퍼에게 습격당한 마을! 테이머들의 결의       |
| 43   | 이어지는 마음! 베르제브몬의 부활               | 이어지는 마음! 베르제브몬의 부활                 |
| 44   | 의문의 소녀! 기적을 전해주는 도베르몬          | 의문의 소녀! 기적을 전해주는 도베르몬            |
| 45   | 디 리퍼에 맞서싸워라! 존 돌입                  | 디 리퍼에 맞서싸워라! 존 돌입                    |
| 46   | 멋진 정의의 용사! 저스티몬 등장                | 멋진 궁극전사! 저스티몬 등장                     |
| 47   | 듀크몬을 구하라! 그라니 긴급발진               | 듀크몬을 구하라! 그라니 긴급발진                 |
| 48   | 주연을 수호하는 힘! 베르제브몬의 주먹          | 쥬리를 수호하는 힘! 베르제브몬의 주먹            |
| 49   | 수도괴멸! 동글몬의 소원                        | 수도괴멸! 쿠루몬의 소원                          |
| 50   | 진홍의 기사 듀크몬! 사랑하는 자들을 구하라     | 진홍의 기사 듀크몬! 사랑하는 자들을 구하라       |
| 51   | 꿈꾸는 힘이야말로 우리들의 미래                | 꿈꾸는 힘이야말로 우리들의 미래                  |

## 디지몬 프론티어
| 화수 | 한국 방영제목                                     | 일본 방영제목                                     |
| ---- | ------------------------------------------------- | ------------------------------------------------- |
| 1    | 전설의 투사! 불의 아그니몬 탄생                   | 전설의 투사! 불의 아그니몬 탄생                   |
| 2    | 지하 미궁에서의 싸움! 빛의 투사 볼프몬            | 지하 미궁에서의 싸움! 빛의 투사 볼프몬            |
| 3    | 괴롭히는건 용서 못해! 얼음의 투사 챠크몬          | 괴롭히는건 용서 못해! 얼음의 투사 챠크몬          |
| 4    | 내 킥은 매우 아프다고! 바람의 투사 페어리몬       | 내 킥은 매우 아프다고! 바람의 투사 페어리몬       |
| 5    | 대지를 흔드는 천둥파워! 천둥의 투사 블리츠몬      | 대지를 흔드는 천둥파워! 천둥의 투사 블리츠몬      |
| 6    | 전설의 5투사 VS 새로운 투사                       | 전설의 5투사 VS 새로운 투사                       |
| 7    | 하늘에 떠있는 마을! 토이아구몬의 장난감 왕국      | 하늘에 떠있는 마을! 토이아구몬의 장난감 왕국      |
| 8    | 모두를 위해 진화하는 거야! 뿔몬                   | 모두를 위해 진화하는 거야! 츠노몬                 |
| 9    | 적은 챠크몬!? 수수께끼의 텔레비전 숲              | 적은 챠크몬!? 수수께끼의 텔레비전 숲              |
| 10   | 비스트 스피릿은 제어불능!? 빛의 투사 가룸몬       | 비스트 스피릿은 제어불능!? 빛의 투사 가룸몬       |
| 11   | 나를 쓰러트려라! 불의 투사 브리트라몬             | 나를 쓰러트려라! 불의 투사 브리트라몬             |
| 12   | 울부짖어라 브리트라몬! 기가스몬을 쓰러트려라      | 울부짖어라 브리트라몬! 기가스몬을 쓰러트려라      |
| 13   | 일어나세요 세라피몬! 10투사의 비밀                | 일어나세요 세라피몬! 10투사의 비밀                |
| 14   | 천둥이여, 바위조차도 쳐부셔라! 천둥의 투사 볼그몬 | 천둥이여, 바위조차도 쳐부셔라! 천둥의 투사 볼그몬 |
| 15   | 오징어 모습의 비스트 진화! 물의 투사 칼마라몬     | 오징어 모습의 비스트 진화! 물의 투사 칼마라몬     |
| 16   | 강하기만 해서는 안 돼! 바람의 투사 슈츠몬         | 강하기만 해서는 안 돼! 바람의 투사 슈츠몬         |
| 17   | 불어라 얼음폭풍! 얼음의 투사 블리자몬             | 불어라 얼음폭풍! 얼음의 투사 블리자몬             |
| 18   | 칙칙폭폭! 트레일몬들의 맹 레이스                  | 칙칙폭폭! 트레일몬들의 맹 레이스                  |
| 19   | 버거몬들을 구해라! 가람의 순수한 마음             | 버가몬들을 구해라! 토모키의 순수한 마음           |
| 20   | 어둠에 쌓인 수수께끼의 투사! 더스크몬             | 어둠에 쌓인 수수께끼의 투사! 더스크몬             |
| 21   | 5투사 전멸!? 무시무시한 어둠의 힘                 | 5투사 전멸!? 무시무시한 어둠의 힘                 |
| 22   | 우리 집으로! 정훈 혼자만의 귀환                   | 우리 집으로! 타쿠야 혼자만의 귀환                 |
| 23   | 느껴라 디지몬의 힘! 정훈 혼신의 작전              | 느껴라 디지몬의 힘! 타쿠야 혼신의 작전            |
| 24   | 대결 볼케몬! 도영, 과거와의 사투                  | 대결 볼케몬! 쥰페이, 과거와의 사투                |
| 25   | 가람의 고독한 싸움! 아수라몬의 함정               | 토모키의 고독한 싸움! 아수라몬의 함정             |
| 26   | 라나몬의 숙념! 녀투사 1 대 1 대결                 | 라나몬의 숙념! 녀투사 1 대 1 대결                 |
| 27   | 기적의 더블 스피릿! 베오울프몬 탄생               | 기적의 더블 스피릿! 베오울프몬 탄생               |
| 28   | 정훈의 융합 진화! 아르다몬 기술작력               | 타쿠야의 융합 진화! 아르다몬 기술작력             |
| 29   | 도주! 변환자재 세피로트몬                         | 도주! 변환자재 세피로트몬                         |
| 30   | 비상! 어둠의 투사 벨그몬                          | 비상! 어둠의 투사 벨그몬                          |
| 31   | 어둠 속에 잠드는 트레일몬의 묘지                  | 어둠 속에 잠드는 트레일몬의 묘지                  |
| 32   | 밝혀진 과거! 더스크몬의 비밀                      | 밝혀진 과거! 더스크몬의 비밀                      |
| 33   | 새로운 어둠의 투사! 레베몬과 카이저레오몬         | 새로운 어둠의 투사! 레베몬과 카이저레오몬         |
| 34   | 바라의 명성! 오파니몬 구출작전                    | 바라의 명성! 오파니몬 구출작전                    |
| 35   | 스피릿을 하나로! 정훈과 현의 궁극 진화            | 스피릿을 하나로! 타쿠야와 코우지의 궁극 진화      |
| 36   | 승리를 향한 비상! 대결 케루비몬의 성              | 승리를 향한 비상! 대결 케루비몬의 성              |
| 37   | 결전! 목숨이 있는 한 디지털 월드를 구해내라       | 결전! 목숨이 있는 한 디지털 월드를 구해내라       |
| 38   | 끝나지 않은 사투! 루체몬 부활의 서곡              | 끝나지 않은 사투! 루체몬 부활의 서곡              |
| 39   | 이게 바로 디지털 월드!? 달에서의 대탈출           | 이게 바로 디지털 월드!? 달에서의 대탈출           |
| 40   | 선택받은 자!? 엔제몬을 조종하는 소년              | 선택받은 자!? 엔제몬을 조종하는 소년              |
| 41   | 스캔하지마! 우정의 콩나무                         | 스캔하지마! 우정의 콩나무                         |
| 42   | 디지타마를 지켜라! 꺼져가는 생명의 기적           | 디지타마를 지켜라! 꺼져가는 생명의 기적           |
| 43   | 고향 소멸! 지옥의 사자 스컬사타몬                 | 고향 소멸! 지옥의 사자 스컬사타몬                 |
| 44   | 함께 싸워라! 울퉁몬과 현의 맹세                   | 함께 싸워라! 고츠몬과 코우지의 맹세               |
| 45   | 데이터 교란작전! 단풍잎 시장을 지켜라             | 데이터 교란작전! 아키바 마켓을 지켜라             |
| 46   | 디지털 월드 소멸!? 루체몬의 암흑지배              | 디지털 월드 소멸!? 루체몬의 암흑지배              |
| 47   | 로열 나이츠의 최후! 그리고...                     | 로열 나이츠의 최후! 그리고...                     |
| 48   | 빛과 어둠을 하나로! 윤의 마지막 소원              | 빛과 어둠을 하나로! 코우이치의 마지막 소원        |
| 49   | 싸워라 스사노오몬! 루체몬 인간계 도달             | 싸워라 스사노오몬! 루체몬 인간계 도달             |
| 50   | 시간을 뛰어 넘어라! 새로운 전설로서의 시작        | 시간을 뛰어 넘어라! 새로운 전설로서의 시작        |

## 디지몬 세이버즈
| 화수 | 한국 방영제목                                          | 일본 방영제목                                          |
| ---- | ------------------------------------------------------ | ------------------------------------------------------ |
| 1    | 내 이름은 최건우! 코카트리몬의 습격                    | 내가 마사루다! 코카트리몬의 습격                       |
| 2    | 불타올라라 분노의 디지소울! 어둠속에 날아드는 플라이몬 | 불타올라라 분노의 디지소울! 어둠속에 날아드는 플라이몬 |
| 3    | 돌아온 천재, 토마! 메라몬을 쓰러뜨려라                 | 돌아온 천재, 토마! 메라몬을 쓰러뜨려라                 |
| 4    | 새로운 팀 첫출동! 두리몬을 쫓아라                      | 새로운 팀 첫출동! 드리모게몬을 쫓아라                  |
| 5    | 디지털 월드 돌입! 두리몬의 함정                        | 디지털 월드 돌입! 드리모게몬의 함정                    |
| 6    | 마사루와 아구몬, 파트너 해체!? 질풍 가루루몬           | 마사루와 아구몬, 파트너 해체!? 질풍 가루루몬           |
| 7    | 토마의 휴일! 폭렬 폭탄모야몬                           | 토마의 휴일! 폭렬 봄버나니몬                           |
| 8    | 유진, 왕자님과 만나다!? 크리사리몬의 그림자            | 요시노, 왕자님을 만나다!? 크리사리몬의 그림자          |
| 9    | 토마 영광없는 싸움! 암약 니드몬                        | 토마 영광없는 싸움! 암약 토게몬                        |
| 10   | 최건우 인생 최악의 날! 장난꾸러기 소울몬               | 마사루 인생 최악의 날! 장난꾸러기 소울몬               |
| 11   | 부자간의 정을 되돌려라! 이빌몬의 현혹                  | 부자간의 정을 되돌려라! 이빌몬의 현혹                  |
| 12   | 민지는 내가 지킨다! 피요몬의 결의                      | 치카는 내가 지킨다! 피요몬의 결의                      |
| 13   | 최건우의 새로운 힘! 라이즈그레이몬                     | 마사루의 새로운 힘 진화! 라이즈그레이몬                |
| 14   | 디지몬 소년 한지호! 숲의 주인 쥬레이몬                 | 디지몬 소년 이쿠토! 숲의 주인 쥬레이몬                 |
| 15   | 어머니와의 추억! 울부짖어라 마하가오가몬               | 어머니와의 추억! 울부짖어라 마하가오가몬               |
| 16   | 팔코몬이 동료!? 맹렬 블로서몬                          | 팔코몬이 동료!? 맹렬 블로서몬                          |
| 17   | 기적을 부르는 노랫소리! 라일라몬 초진화                | 기적을 부르는 노랫소리! 라일라몬 초진화                |
| 18   | DATS팀 전멸!? 격돌 메르큐리몬                          | DATS팀 전멸!? 격돌 메르큐리몬                          |
| 19   | 표적은 지호!? 울퉁몬의 음모                            | 표적은 이쿠토!? 고츠몬의 음모                          |
| 20   | 어머니를 구하라! 톱니몬의 함정                         | 어머니를 구하라! 하구루몬의 함정                       |
| 21   | 인간계 대혼란! 디지몬 군단진격                         | 인간계 대혼란! 디지몬 군단진격                         |
| 22   | 궁극체를 쓰러뜨려라! 강적 샤벨레오몬                   | 궁극체를 쓰러뜨려라! 노도 사벨레오몬                   |
| 23   | 다시 한번 디지털 월드를 향해! 메테오르몬의 폭주        | 다시 한번 디지털 월드를 향해! 인세키몬의 폭주          |
| 24   | 밝혀지는 과거! 비정한 기즈몬 AT                        | 밝혀지는 과거! 비정한 기즈몬 AT                        |
| 25   | 장태수의 야망을 쳐부숴라! 비상 야타가라몬              | 쿠라타의 야망을 쳐부숴라! 비상 야타가라몬              |
| 26   | 최건우 기억상실! 잃어버린 인연을 찾아서                | 마사루 기억상실! 잃어버린 인연을 찾아서                |
| 27   | 장태수를 쫓아라! 디지몬 섬멸작전 시동                  | 쿠라타를 쫓아라! 디지몬 섬멸작전 시동                  |
| 28   | 진화 불가능! 디지바이스iC 붕괴                         | 진화 불가능! 디지바이스iC 붕괴                         |
| 29   | 다시 태어난 디지바이스iC! 새로운 빛                    | 다시 태어난 디지바이스iC! 새로운 빛                    |
| 30   | 붙잡힌 최건우! 성스러운 도시의 함정                    | 붙잡힌 마사루! 성스러운 도시의 함정                    |
| 31   | 천재대결! 토마 VS 나나미                               | 천재대결! 토마 VS 나나미                               |
| 32   | 맹공 장태수 군단! 성스러운 도시를 지켜라               | 맹공 쿠라타 군단! 성스러운 도시를 지켜라               |
| 33   | 최후의 결전! 카일 궁극진화                             | 최후의 결전! 코우키 궁극진화                           |
| 34   | 결별의 날! 최강의 적 토마                              | 결별의 날! 최강의 적 토마                              |
| 35   | 파멸의 힘! 샤인그레이몬 폭주                           | 파멸의 힘! 샤인그레이몬 폭주                           |
| 36   | 마왕 벨페몬의 부활                                     | 마왕 벨페몬의 부활                                     |
| 37   | 깨어나라, 아구몬! 벨페몬을 쓰러뜨려라                  | 깨어나라, 아구몬! 벨페몬을 쓰러뜨려라                  |
| 38   | 버스트 모드! 궁극을 뛰어넘는 힘                        | 버스트 모드! 궁극을 뛰어넘는 힘                        |
| 39   | 인간계 소멸! 이그드라실의 결단                         | 인간계 소멸! 이그드라실의 결단                         |
| 40   | 최강의 성기사단! 로열 나이츠 집결                      | 최강의 성기사단! 로열 나이츠 집결                      |
| 41   | 주먹으로 확인해라! 아버지의 마음                       | 주먹으로 확인해라! 아버지의 마음                       |
| 42   | 토마! 결의의 버스트 모드                               | 토마! 결의의 버스트 모드                               |
| 43   | 힘이야말로 정의! 야수기사, 듀프트몬                    | 힘이야말로 정의! 야수기사, 듀프트몬                    |
| 44   | 쳐부숴라! 크래니어몬의 최강의 방패                     | 쳐부숴라! 크래니어몬의 최강의 방패                     |
| 45   | 남자 대 남자의 정면 승부! 최건우 VS 최영재             | 남자 대 남자의 정면 승부! 마사루 VS 스구루             |
| 46   | 충격! 반쵸레오몬의 진실                                | 충격! 반쵸레오몬의 진실                                |
| 47   | 미래를 지켜라! DATS 최후의 싸움                        | 미래를 지켜라! DATS 최후의 싸움                        |
| 48   | 완전결착! 안녕 싸움대장                                | 완전결착! 안녕 싸움대장                                |

## 디지몬 크로스워즈
| 화수                                                 | 한국 방영제목                                  | 일본 방영제목                                  |
| ---------------------------------------------------- | ---------------------------------------------- | ---------------------------------------------- |
| 《디지몬 크로스워즈》                                |                                                |                                                |
| 1                                                    | 강태성, 리세계로 떠나다!                       | 타이키, 리세계로 떠나다!                       |
| 2                                                    | 샤우트몬,울부짖다!                             | 샤우트몬,울부짖다!                             |
| 3                                                    | 라이벌 차도혁, 나타나다                        | 라이벌 키리하, 나타나다                        |
| 4                                                    | 아일랜드존, 격동!                              | 아일랜드존, 격동!                              |
| 5                                                    | 디지메모리, 빛나다!                            | 디지메모리, 빛나다!                            |
| 6                                                    | X4, 위기돌파!                                  | X4, 위기돌파!                                  |
| 7                                                    | 화산 디지몬, 대폭발!                           | 화산 디지몬, 대폭발!                           |
| 8                                                    | 맹장 택티몬, 쳐들어오다!                       | 맹장 택티몬, 쳐들어오다!                       |
| 9                                                    | 도루루몬, 바람처럼 달리다!                     | 도루루몬, 바람처럼 달리다!                     |
| 10                                                   | 강태성, 기사가 되다!                           | 타이키, 기사가 되다!                           |
| 11                                                   | 크로스하트, 불타오르다!                        | 크로스하트, 불타오르다!                        |
| 12                                                   | 샌드존, 유적에서의 대모험!                     | 샌드존, 유적에서의 대모험!                     |
| 13                                                   | 강태성, 녀신의 전사!                           | 타이키, 녀신의 전사!                           |
| 14                                                   | 전사 베르제브몬, 춤추다!                       | 전사 베르제브몬, 춤추다!                       |
| 15                                                   | 헤븐존, 락원의 함정!                           | 헤븐존, 락원의 함정!                           |
| 16                                                   | 흑기사 디지몬의 등장!                          | 흑기사 디지몬의 등장!                          |
| 17                                                   | 기적의 디지크로스! 비상 샤우트몬X5             | 기적의 디지크로스! 비상 샤우트몬X5             |
| 18                                                   | 스팅몬, 디지몬 대밀림의 용사!                  | 스팅몬, 디지몬 대밀림의 용사!                  |
| 19                                                   | 전설의 데커드라몬, 움직이다!                   | 전설의 데커드라몬, 움직이다!                   |
| 20                                                   | 더스트존, 그랜드로코몬의 빅 스크랩 시티!       | 더스트존, 그랜드로코몬의 빅 스크랩 시티!       |
| 21                                                   | 결전! 다크나이트몬 VS 크로스하트               | 결전! 다크나이트몬 VS 크로스하트               |
| 22                                                   | 와이즈몬, 디지털 월드의 비밀!                  | 와이즈몬, 디지털 월드의 비밀!                  |
| 23                                                   | 닌자존, 개그맨 닌자 배틀!                      | 닌자존, 개그맨 닌자 배틀!                      |
| 24                                                   | 낙제생 모니터몬, 힘내다!                       | 낙제생 모니터몬, 힘내다!                       |
| 25                                                   | 존 붕괴! 불꽃 튀는 강태성과 차도혁             | 존 붕괴! 불꽃 튀는 타이키와 키리하             |
| 26                                                   | 샤우트몬, 왕의 증표!                           | 샤우트몬, 왕의 증표!                           |
| 27                                                   | 스위트존, 설탕광 디지몬 배틀!                  | 스위트존, 설탕광 디지몬 배틀!                  |
| 28                                                   | 최종병기 발동! 힘내라 큐트몬                   | 최종병기 발동! 힘내라 큐트몬                   |
| 29                                                   | 강태성・차도혁 VS 바그라군! 전면 대결          | 타이키・키리하 VS 바그라군 전면 결전           |
| 30                                                   | 새로운 여행! 서울 대결전                       | 새로운 여행! 도쿄 대결전                       |
| 《디지몬 크로스워즈 ~악의 데스제네럴과 7개의 왕국~》 |                                                |                                                |
| 31                                                   | 새로운 세계를 향해! 화열장군의 드래곤랜드      | 새로운 세계를 향해! 화열장군의 드래곤랜드      |
| 32                                                   | 일어서거라 차도혁! 크로스하트 탈환작전         | 일어서거라 키리하! 크로스하트 탈환작전         |
| 33                                                   | 등골이 오싹오싹! 월광장군의 뱀파이어랜드       | 등골이 오싹오싹! 월광장군의 뱀파이어랜드       |
| 34                                                   | 지면 안 돼 메탈그레이몬! 샤우트몬 DX 탄생      | 지면 안 돼 메탈그레이몬! 샤우트몬 DX 탄생      |
| 35                                                   | 파워가 빨린다! 허니랜드의 사냥꾼들             | 파워가 빨린다! 허니랜드의 사냥꾼들             |
| 36                                                   | 웃는 사냥꾼! 목정장군 자미엘몬                 | 웃는 사냥꾼! 목정장군 자미엘몬                 |
| 37                                                   | 동생이여, 어째서!? 적 제너럴 유빈의 악몽       | 동생이여, 어째서!? 적 제네럴 유우의 악몽       |
| 38                                                   | 수수께끼의 사이버랜드! 강철 마을의 미소녀      | 수수께끼의 사이버랜드! 강철 마을의 미소녀      |
| 39                                                   | 크로스하트 불멸의 위기! 수호장군의 비열한 함정 | 크로스하트 불멸의 위기! 수호장군의 비열한 함정 |
| 40                                                   | 쾌활한 해적! 보여라 골드랜드의 항해            | 쾌활한 해적! 보여라 골드랜드의 항해            |
| 41                                                   | 금적장군 올레그몬! 안녕 크로스하트             | 금적장군 올레그몬! 안녕 크로스하트             |
| 42                                                   | 차도혁에게 속삭인다! 협곡의 토신장군의 속삭임  | 키리하에게 속삭인다! 협곡의 토신장군의 속삭임  |
| 43                                                   | 강한 사랑을! 데커드라몬 최후의 외침            | 강한 사랑을! 데커드라몬 최후의 외침            |
| 44                                                   | 인연의 X7! 그라비몬과의 장렬한 배틀            | 인연의 X7! 그라비몬과의 장렬한 배틀            |
| 45                                                   | 마지막 왕국! 빛나는 태양의 브라이트랜드        | 마지막 왕국! 빛나는 태양의 브라이트랜드        |
| 46                                                   | 죽느냐 사느냐! 지옥의 제네럴 대결              | 죽느냐 사느냐! 지옥의 제네럴 대결              |
| 47                                                   | 강태성 VS 노유빈! 소년 제너럴 대결             | 타이키 VS 유우! 소년 제네럴 대결               |
| 48                                                   | 베르제브몬! 빛이 되어 사라지다                 | 베르제브몬! 빛이 되어 사라지다                 |
| 49                                                   | 강태성의 결단! 최강의 아폴로몬을 넘어서라      | 타이키의 결단! 최강의 아폴로몬을 넘어서라      |
| 50                                                   | 소생하라! 7명의 데스제네럴 총집합              | 소생하라! 7명의 데스제네럴 총집합              |
| 51                                                   | 디지털 월드의 미래를 위해! 데스제네럴과의 우정 | 디지털 월드의 미래를 위해! 데스제네럴과의 우정 |
| 52                                                   | 바그라 형제! 암흑의 인연                       | 바그라 형제! 암흑의 인연                       |
| 53                                                   | 다가온다! 인간계의 최후의 날, D5               | 다가온다! 인간계의 최후의 날, D5               |
| 54                                                   | 영광의 디지크로스! 붙잡아라 우리들의 미래      | 영광의 디지크로스! 붙잡아라 우리들의 미래      |
| 《디지몬 크로스워즈 ~시간을 달리는 소년 헌터들~》    |                                                |                                                |
| 55                                                   | 우리들은 디지몬 헌터!                          | 우리들은 디지몬 헌터!                          |
| 56                                                   | 학생들이 사라졌다! 하늘거리는 사고몬의 그림자  | 학생들이 사라졌다! 하늘거리는 사고몬의 그림자  |
| 57                                                   | 로봇부의 꿈! 피노키몬의 유혹                   | 로봇부의 꿈! 피노키몬의 유혹                   |
| 58                                                   | 우등생을 노리고 있다! 블로서몬의 미소          | 우등생을 노리고 있다! 블로서몬의 미소          |
| 59                                                   | 귀여움 요주의! 큐트 헌터 채린의 함정           | 귀여움의 요주의! 큐트 헌터 아이루의 함정       |
| 60                                                   | 디지몬 검도 승부! 코테몬의 검이 다가온다       | 디지몬 검도 승부! 코테몬의 검이 다가온다       |
| 61                                                   | 오코노미야키 패닉! 퍼그몬 투성이의 마을        | 오코노미야키 패닉! 퍼그몬 투성이의 마을        |
| 62                                                   | 디지몬 헌터 대번창! 상점가의 엄청난 헌터       | 디지몬 헌터 대번창! 상점가의 엄청난 헌터       |
| 63                                                   | 표적이 된 강태성! 초 세레브 스타의 외침        | 표적이 된 타이키! 초 세레브 스타의 외침        |
| 64                                                   | 홍콩 상륙! 초 미소녀 아이돌을 지켜라           | 홍콩 상륙! 초 미소녀 아이돌을 지켜라           |
| 65                                                   | 우진이 흐물흐물? 가무드라몬 대위기             | 타기루가 흐물흐물? 가무드라몬 대위기           |
| 66                                                   | 맛있어 맛없어? 디지몬 라면 승부                | 맛있어 맛없어? 디지몬 라면 승부                |
| 67                                                   | 어린이들만의 세계여행! 꿈의 트레인 디지몬      | 어린이들만의 세계여행! 꿈의 트레인 디지몬      |
| 68                                                   | 헌터 대집합! 남쪽 섬에서의 디지털 쟁탈전       | 헌터 대집합! 남쪽 섬에서의 디지털 쟁탈전       |
| 69                                                   | 친구가 필요해? 악마 펠레스몬의 약속            | 친구가 필요해? 악마 펠레스몬의 약속            |
| 70                                                   | 두근두근 공포 체험! 심령 헌터의 표효           | 두근두근 공포 체험! 심령 헌터의 표효           |
| 71                                                   | 닮았어 안 닮았어? 변장 괴도 베츠몬             | 닮았어 안 닮았어? 변장 괴도 베츠몬             |
| 72                                                   | UFO 공룡 대집합! 꿈의 에카키몬                 | UFO 공룡 대집합! 꿈의 에카키몬                 |
| 73                                                   | 해저 대모험! 꿈의 재보 디지몬을 찾아라         | 해저 대모험! 꿈의 재보 디지몬을 찾아라         |
| 74                                                   | 레어 카드가 사라졌다! 무적의 루크체스몬        | 레어 카드가 사라졌다! 무적의 루크체스몬        |
| 75                                                   | 꿈의 유원지! 디지몬랜드                        | 꿈의 유원지! 디지몬랜드                        |
| 76                                                   | 황금 곤충! 메탈리페쿠와가몬의 수수께끼         | 황금 곤충! 메탈리페쿠와가몬의 수수께끼         |
| 77                                                   | 지금 밝혀진다! 디지몬 헌트의 비밀              | 지금 밝혀진다! 디지몬 헌트의 비밀              |
| 78                                                   | 전설의 히어로 대집합! 디지몬 올스타즈 결전     | 전설의 히어로 대집합! 디지몬 올스타즈 결전     |
| 79                                                   | 볼타올라라 나우진! 영광의 디지몬 헌터          | 불타올라라 타기루! 영광의 디지몬 헌터          |

## 디지몬 유니버스 어플리 몬스터즈
| 화수 | 한국 방영제목                                                       | 일본 방영제목                                                       |
| ---- | ------------------------------------------------------------------- | ------------------------------------------------------------------- |
| 1    | 검색 결과는 한바다! 갓치몬 등장                                     | 검색 결과는 신카이 하루! 갓치몬 등장                                |
| 2    | 수상한 길잡이! 소인은 내비몬이라하오                                | 수상한 길잡이! 소인은 내비몬이라하오                                |
| 3    | 키웠던 캐릭터가 빈털터리!? 롤플레이몬의 학교 던전                   | 키웠던 캐릭터가 빈털터리!? 롤플레이몬의 학교 던전                   |
| 4    | 가장의 당신을 찍겠습니다! 카메라몬의 할로윈 스캔들                  | 가장의 당신을 찍겠습니다! 카메라몬의 할로윈 스캔들                  |
| 5    | 네 마음에 도칸 펀치! 에리는 어플리 아이돌                           | 네 마음에 도칸 펀치! 에리는 어플리 아이돌                           |
| 6    | 고의 구르메 리포트! 구르메 어플리 페로리몬                          | 고의 구르메 리포트! 구르메 어플리 페로리몬                          |
| 7    | 3개째의 어플리 드라이브! 토라이로는 앱 튜바                         | 3개째의 어플리 드라이브! 토라이로는 앱 튜바                         |
| 8    | 엄청 위험할 정도로 초 신나지 않아!? 아스토라의 재밌는 동영상 대작전 | 엄청 위험할 정도로 초 신나지 않아!? 아스토라의 재밌는 동영상 대작전 |
| 9    | 노려라 랭킹 넘버원! 앱몬 선수권 인 사이버 아레나                    | 노려라 랭킹 넘버원! 앱몬 선수권 인 사이버 아레나                    |
| 10   | 앱몬들의 동경인! 전설의 세븐 코드회                                 | 앱몬들의 동경인! 전설의 세븐 코드회                                 |
| 11   | 넷의 바다로 다이브해라! 슈퍼해커 레이를 쫓아서                      | 넷의 바다로 다이브해라! 슈퍼해커 레이를 쫓아서                      |
| 12   | 사쿠시몬! 초 애플링크로 무찔러라                                    | 사쿠시몬! 초 애플링크로 무찔러라                                    |
| 13   | 크리스마스가 사라졌다! 달력도둑 캘린더몬                            | 크리스마스가 사라졌다! 달력도둑 캘린더몬                            |
| 14   | 온 마을이 퍼즐게임!? 퍼즐몬 대폭주                                  | 온 마을이 퍼즐게임!? 퍼즐몬 대폭주                                  |
| 15   | 미래는 전부 보이고 있다!? 신비의 점쟁이 텔러몬                      | 미래는 전부 보이고 있다!? 신비의 점쟁이 텔러몬                      |
| 16   | 『시간』을 뛰어넘은 메세지, 어플리 드라이브의 진실                  | 『시간』을 뛰어넘은 메세지, 어플리 드라이브의 진실                  |
| 17   | 에리가 복붙으로 대증식!? 되찾아라 꿈의 스테이지                     | 에리가 복붙으로 대증식!? 되찾아라 꿈의 스테이지                     |
| 18   | 바다와 영웅의 유대! 멈춰라 폭주 렛샤몬                              | 하루와 유진의 유대! 멈춰라 폭주 렛샤몬                              |
| 19   | 인터넷의 바다가 대위기! 『때』는 왔도다 극도의 앱 합체              | 인터넷의 바다가 대위기! 『때』는 왔도다 극도의 앱 합체              |
| 20   | 안녕 아스트라!? 드리몬의 악몽                                       | 안녕 아스트라!? 드리몬의 악몽                                       |
| 21   | 톱 아이돌을 향한 길! 코치몬의 맹특훈                                | 톱 아이돌을 향한 길! 코치몬의 맹특훈                                |
| 22   | 너의 힘을 내게 빌려줘! 레이와 핵몬, 그날의 만남                     | 너의 힘을 내게 빌려줘! 레이와 핵몬, 그날의 만남                     |
| 23   | 되찾아라 세븐코드 앱몬! 대결, 키와미 VS 키와미                      | 되찾아라 세븐코드 앱몬! 대결, 키와미 VS 키와미                      |
| 24   | 초 거대 코멧몬 내습!? 문을 열어라, 단테몬                           | 초 거대 코멧몬 내습!? 문을 열어라, 단테몬                           |
| 25   | 마침내 잡입 디프 웹으로! 수수께끼의 사이버 구룡                     | 마침내 잡입 디프 웹으로! 수수께끼의 사이버 구룡                     |
| 26   | 내가 바로 주인공!? 갓치몬과의 만남                                  | 내가 바로 주인공!? 갓치몬과의 만남                                  |
| 27   | 5번째 애플리 드라이버                                               | 5번째 애플리 드라이버                                               |
| 28   | 어플리 드라이브 DUO! 오프몬 나타나다                                | 어플리 드라이브 DUO! 오프몬 나타나다                                |
| 29   | 버디 해체!? 가치몬의 가출                                           | 버디 해체!? 가치몬의 가출                                           |
| 30   | 도카몬의 사랑!? 구르메 어플리 마리페로 습격                         | 도카몬의 사랑!? 구르메 어플리 마리페로 습격                         |
| 31   | 여행은 길동무!? 트립몬의 공포 여행                                  | 여행은 길동무!? 트립몬의 공포 여행                                  |
| 32   | 다같이 데리고 나가자! 히키코모리 오프몬                             | 다같이 데리고 나가자! 히키코모리 오프몬                             |
| 33   | 고교생 CEO! 나용운의 등장                                           | 고교생 CEO! 운류지 나이토의 등장                                    |
| 34   | 땡큐 미래! 인공지능의 거리에 어서오세요                             | 땡큐 미래! 인공지능의 거리에 어서오세요                             |
| 35   | 노려라 9인의 갓! 애플리야마470 총선거                               | 노려라 9인의 갓! 애플리야마470 총선거                               |
| 36   | 총선거 결착! 에리에게 다가오는 마수                                 | 총선거 결착! 에리에게 다가오는 마수                                 |
| 37   | 내습! 극 앱몬 얼티메이트 4                                          | 내습! 극 앱몬 얼티메이트 4                                          |
| 38   | 가치몬을 되찾아라! 덴에몬 할아버지의 시련                           | 가치몬을 되찾아라! 덴에몬 할아버지의 시련                           |
| 39   | 새로운 힘! 어플리 드라이브 DUO                                      | 새로운 힘! 어플리 드라이브 DUO                                      |
| 40   | 다시 나타난 얼티밋 4! 클라우드의 과제                               | 다시 나타난 얼티밋 4! 클라우드의 과제                               |
| 41   | 극한 격투! 글로브몬 VS 카리스몬                                     | 극한 격투! 글로브몬 VS 카리스몬                                     |
| 42   | 레이의 결의! 아인 구출작전                                          | 레이의 결의! 하지메 구출작전                                        |
| 43   | 눈뜨고, 슬리프몬! 앱몬 선수권 다시                                  | 눈뜨고, 슬리프몬! 앱몬 선수권 다시                                  |
| 44   | 도망자・부트몬을 쫓아라                                             | 도망자・부트몬을 쫓아라                                             |
| 45   | 대격돌! 갓치몬 VS 아구몬                                            | 대격돌! 갓치몬 VS 아구몬                                            |
| 46   | 빛나는 밤하늘에 소원을! 랑호 구출작전                               | 빛나는 밤하늘에 소원을! 아스토라 구출작전                           |
| 47   | 영웅의 진실                                                         | 유진의 진실                                                         |
| 48   | 기동! 인류 앱화 계획                                                | 기동! 인류 앱화 계획                                                |
| 49   | 기적의 최종진화! 신 앱몬 강림                                       | 기적의 최종진화! 신 앱몬 강림                                       |
| 50   | 희망의 끈! 바다와 가이아몬                                          | 희망의 끈! 하루와 가이아몬                                          |
| 51   | 인공지능이 꾸는 꿈                                                  | 인공지능이 꾸는 꿈                                                  |
| 52   | 우리들의 싱귤래리티                                                 | 우리들의 싱귤래리티                                                 |

## 디지몬 어드벤처:
| 화수 | 한국 방영제목            | 일본 방영제목            |
| ---- | ------------------------ | ------------------------ |
| 1    | 서울 디지털 위기         | 도쿄 디지털 위기         |
| 2    | 워 게임                  | 워 게임                  |
| 3    | 그리고 디지털 월드로     | 그리고 디지털 월드로     |
| 4    | 버드라몬 비상            | 버드라몬 비상            |
| 5    | 성스러운 디지몬          | 성스러운 디지몬          |
| 6    | 노려진 왕국              | 노려진 왕국              |
| 7    | 그 남자 정석             | 그 남자 키도 죠          |
| 8    | 아이들의 공성전          | 아이들의 공성전          |
| 9    | 완전체 습격              | 완전체 습격              |
| 10   | 강철의 초진화            | 강철의 초진화            |
| 11   | 사막에 선 늑대           | 사막에 선 늑대           |
| 12   | 릴리몬 개화              | 릴리몬 개화              |
| 13   | 홍련의 날개 가루다몬     | 홍련의 날개 가루다몬     |
| 14   | 격돌 곤충의 왕자         | 격돌 곤충의 왕자         |
| 15   | 쥬드몬 번개의 철퇴       | 즈도몬 번개의 철퇴       |
| 16   | 서울침식 칠흑의 그림자   | 도쿄침식 칠흑의 그림자   |
| 17   | 서울결전 오로치몬        | 도쿄결전 오로치몬        |
| 18   | 서울소멸 카운트다운      | 도쿄소멸 카운트다운      |
| 19   | 외쳐라 수왕권            | 외쳐라 수왕권            |
| 20   | 7번째의 각성             | 7번째의 각성             |
| 21   | 역전의 무장강화          | 역전의 무장강화          |
| 22   | 불굴의 푸른 날개         | 불굴의 푸른 날개         |
| 23   | 어둠의 사자 데블몬       | 어둠의 사자 데비몬       |
| 24   | 종극 던데블몬            | 종극 던데비몬            |
| 25   | 다이브 다음 바다를 향해  | 다이브 다음 바다를 향해  |
| 26   | 돌파 해수포위망          | 돌파 해수포위망          |
| 27   | 신대륙을 향해            | 신대륙을 향해            |
| 28   | 아이들의 서바이벌        | 아이들의 서바이벌        |
| 29   | 탈출 불타는 밀림         | 탈출 불타는 밀림         |
| 30   | 궁극체 워그레이몬        | 궁극체 워그레이몬        |
| 31   | 새로운 어둠 밀레니엄몬   | 새로운 어둠 밀레니어몬   |
| 32   | 천공을 나는 희망         | 천공을 나는 희망         |
| 33   | 새벽의 빛                | 새벽의 빛                |
| 34   | 나리와 가트몬            | 히카리와 테일몬          |
| 35   | 빛나는 엔젤우몬          | 빛나는 엔제우몬          |
| 36   | 위성 저격작전            | 위성 저격작전            |
| 37   | 미나 워즈                | 미미짱 워즈              |
| 38   | 불타는 푸른 우정         | 불타는 푸른 우정         |
| 39   | 자가몬 포테토지옥        | 자가몬 포테토지옥        |
| 40   | 결판을 내라 필살슛       | 결판을 내라 필살슛       |
| 41   | 안개의 몬몬파크          | 안개의 몬몬파크          |
| 42   | 발명왕 가비지몬          | 발명왕 가베몬            |
| 43   | 격돌 킹 오브 디지몬      | 격돌 킹 오브 디지몬      |
| 44   | 나리와 움직이는 숲       | 히카리와 움직이는 숲     |
| 45   | 기동 메탈가루몬          | 기동 메탈가루루몬        |
| 46   | 희망의 성검              | 희망의 성검              |
| 47   | 황야의 악당들            | 황야의 악당들            |
| 48   | 파워드라몬의 습격        | 무겐드라몬의 습격        |
| 49   | 사신강림 밀레니엄몬      | 사신강림 밀레니어몬      |
| 50   | 종결 궁극의 성전         | 종결 궁극의 성전         |
| 51   | 문장에 감춰진 수수께끼   | 문장에 감춰진 수수께끼   |
| 52   | 천무 피닉스몬            | 천무 호우오우몬          |
| 53   | 개굴 온천소동            | 게코 온천소동            |
| 54   | 방랑하는 전귀 리벨리몬   | 방랑하는 전귀 리벨리몬   |
| 55   | 표적이 된 디지몬 학교    | 표적이 된 디지몬 학교    |
| 56   | 초승달의 황금늑대        | 초승달의 황금늑대        |
| 57   | 파멸로부터의 접촉        | 파멸로부터의 접촉        |
| 58   | 나리 새로운 생명         | 히카리 새로운 생명       |
| 59   | 전광 헤라클레스캅테리몬  | 전광 헤라클카부테리몬    |
| 60   | 빙하를 정복하는 바이킹몬 | 빙하를 정복하는 바이크몬 |
| 61   | 돌아가고 싶은 곳으로     | 돌아가고 싶은 곳으로     |
| 62   | 토우몬의 눈물            | 샤코우몬의 눈물          |
| 63   | 용기의 문장              | 용기의 문장              |
| 64   | 천사들의 결의            | 천사들의 결의            |
| 65   | 거대한 파멸 네거몬       | 거대한 파멸 네거몬       |
| 66   | 최후의 기적 최후의 힘    | 최후의 기적 최후의 힘    |
| 67   | 모험의 끝                | 모험의 끝                |

## 디지몬 고스트 게임
| 화수 | 한국 방영제목             | 일본 방영제목             |
| ---- | ------------------------- | ------------------------- |
| 1    | 입 꿰멘 남자              | 입 꿰멘 남자              |
| 2    | 박물관의 괴기현상         | 박물관의 괴기현상         |
| 3    | 낙서                      | 낙서                      |
| 4    | 인형의 집                 | 인형의 집                 |
| 5    | 신의 분노                 | 신의 분노                 |
| 6    | 저주받은 노래             | 저주받은 노래             |
| 7    | 새                        | 새                        |
| 8    | 백귀야행                  | 백귀야행                  |
| 9    | 일그러진 시간             | 일그러진 시간             |
| 10   | 죽음의 유희               | 죽음의 유희               |
| 11   | 회오리바람                | 카마이타치                |
| 12   | 불행의 편지               | 불행의 편지               |
| 13   | 처형인                    | 처형인                    |
| 14   | 감은장아기                | 자시키와라시              |
| 15   | 점술사의 집               | 점술사의 집               |
| 16   | 식인의 숲                 | 인식의 숲                 |
| 17   | 극한지옥                  | 극한지옥                  |
| 18   | 아이들의 나라             | 아이들의 나라             |
| 19   | 봉마의 시                 | 봉마의 시                 |
| 20   | 불의 감옥                 | 불의 감옥                 |
| 21   | 거미의 유혹               | 거미의 유혹               |
| 22   | 악몽                      | 악몽                      |
| 23   | 신음하는 벌레             | 신음하는 벌레             |
| 24   | 삐뚤어진 사랑             | 삐뚤어진 사랑             |
| 25   | 붉은 향연                 | 붉은 향연                 |
| 26   | 기아옥부                  | 기아옥부                  |
| 27   | 미요액                    | 미요액                    |
| 28   | 얼굴도둑                  | 얼굴도둑                  |
| 29   | 요화분                    | 요화분                    |
| 30   | 악우                      | 악우                      |
| 31   | 방랑하는 검               | 츠지기리                  |
| 32   | 넌 누구냐                 | 넌 누구냐                 |
| 33   | 사령의 속삭임             | 사령의 속삭임             |
| 34   | 벽을 기는 자              | 벽을 기는 자              |
| 35   | 인랑                      | 인랑                      |
| 36   | 탄식의 미궁               | 탄식의 미궁               |
| 37   | 사령의 무리               | 사령의 무리               |
| 38   | 음양사                    | 음양사                    |
| 39   | 감염고도                  | 감염고도                  |
| 40   | 나선해안                  | 나선해안                  |
| 41   | 도화사                    | 도화사                    |
| 42   | 인간사냥                  | 인간사냥                  |
| 43   | 적안                      | 적안                      |
| 44   | 적록                      | 적록                      |
| 45   | 유령신문                  | 유령신문                  |
| 46   | 여왕의 만찬               | 여왕의 만찬               |
| 47   | 영원의 기억               | 영원의 기억               |
| 48   | 하얀 신부                 | 하얀 신부                 |
| 49   | 진홍의 수확제             | 진홍의 수확제             |
| 50   | 보답                      | 보답                      |
| 51   | 목 없는 자                | 목 없는 자                |
| 52   | 요괴의 호수               | 요괴의 호수               |
| 53   | 지식왕                    | 지식왕                    |
| 54   | 천리안                    | 천리안                    |
| 55   | 고양이 요괴               | 고양이 요괴               |
| 56   | 더러움                    | 더러움                    |
| 57   | 유령 택시                 | 유령 택시                 |
| 58   | 금자탑                    | 금자탑                    |
| 59   | 지라이야                  | 지라이야                  |
| 60   | 물의 유령                 | 물의 유령                 |
| 61   | 되살아나다                | 되살아나다                |
| 62   | 환상의 층                 | 환상의 층                 |
| 63   | 폭식                      | 폭식                      |
| 64   | 울부짖는 소리             | 울부짖는 소리             |
| 65   | 흑의 결사권               | 흑의 결사권               |
| 66   | 파멸의 칠흑룡             | 파멸의 칠흑룡             |
| 67   | 모든 것들을 집어삼키는 자 | 모든 것들을 집어삼키는 자 |

## 극장판
| 작품수 | 작품명                                                                    | 개봉일 (일본) |
| ------ | ------------------------------------------------------------------------- | ------------- |
| 1      | 극장판 디지몬 어드벤처                                                    | 1999년 4월    |
| 2      | 극장판 디지몬 어드벤처 우리들의 워게임!                                   | 2000년 3월    |
| 3      | 극장판 디지몬 어드벤처 02 디지몬 허리케인 상륙! 초절진화! 황금의 디지멘탈 | 2000년 7월    |
| 4      | 극장판 디지몬 어드벤처 02 디아블로몬의 역습                               | 2001년 3월    |
| 5      | 극장판 디지몬 테이머즈 극장판 - 모험자들의 싸움                           | 2001년 7월    |
| 6      | 극장판 디지몬 테이머즈 극장판 - 폭주 디지몬 특급                          | 2002년 3월    |
| 7      | 극장판 디지몬 프론티어 극장판 - 고대 디지몬의 부활                        | 2002년 7월    |
| 8      | 극장판 디지몬 세이버즈 - 궁극파워! 버스트모드 발동                        | 2006년 12월   |
| 9-1    | 디지몬 어드벤처 트라이 제1장 「재회」                                     | 2015년 11월   |
| 9-2    | 디지몬 어드벤처 트라이 제2장 「결의」                                     | 2016년 3월    |
| 9-3    | 디지몬 어드벤처 트라이 제3장 「고백」                                     | 2016년 9월    |
| 9-4    | 디지몬 어드벤처 트라이 제4장 「상실」                                     | 2017년 2월    |
| 9-5    | 디지몬 어드벤처 트라이 제5장 「공생」                                     | 2017년 9월    |
| 9-6    | 디지몬 어드벤처 트라이 최종장 「우리들의 미래」                           | 2018년 5월    |
| 10     | 디지몬 어드벤처 라스트 에볼루션: 인연                                     | 2020년 2월    |
| 11     | 디지몬 어드벤처 02 THE BEGINNING                                          | 2023년 10월   |

## 기타
- 디지몬 제볼루션 (2005년)